# Desenterrats
Desenterrats és una sèrie de televisió de thriller psicològic i de terror, produïda per À Punt i Visual Produciones. Fou estrenada el 13 d'octubre de 2022. La primera temporada compta de 10 capítols de vora 50 minuts. Rodada a l'Alcoià, compta amb les interpretacions de Pep Sellés, Ramón Ródenas, Paula Muñoz i Cristina Fernández, entre d'altres. Està creada pels directors i guionistes Xavi Cortés i Arnau Cortés, amb la producció de Visual Producciones.

## Antecedents
Tot i que la sèrie es va estrenar en 2022, el concepte general d'aquesta ficció va fer acte de presència en 2012 de mans del mateix creador i productora en forma de websèrie, i es va presentar a alguns festivals d'aquest àmbit com el Festival Web de Marsella, a més de guanyar diferents premis en festivals americans. Aquesta websèrie es podia veure a través de l'antic web de RTVV i d'un web específic desenterrados.com però únicament en castellà, com era costum en l'antiga televisió pública valenciana. La primera emissió en Canal 9 fou el divendres 11 de maig de l'any 2012. Aquella websèrie diferia de l'actual guió tot i seguir un patró amb la sèrie actual. Altres diferències que s'hi trobaven era la duració, de només cinc episodis. El títol era el mateix, però només en castellà i en anglès: Desenterrados i Unearthed respectivament.

## Sinopsi
El doctor Samuel tracta de recompondre el seu passat en un sanatori aïllat a la muntanya després de perdre la seua família en un tràgic accident. Els pacients del sanatori estan sotmesos a un estrany experiment i no tenen memòria, però tot canvia quan una d'elles, Natàlia, comença a recordar.

## Repartiment
- Pep Sellés com a Samuel
- Ramón Ródenas com a Albert
- Paula Muñoz com a Natàlia
- Cristina Fernández com a Nicole
- Anna Berenguer com a Helena
- Maria Maroto com a Emma
- Joan Gadea com a Borrell
- Juli Cantó com a Doménech

## Premis i reconeixements
Premis Berlanga 2022 (Acadèmia Valenciana de l'Audiovisual)
- Millor actor protagonista: Pep Sellés.
- Millor direcció de fotografia: Gabo Guerra i Natxo Alapont.
- Millor muntatge i postproducció: Arnau Cortés, Carlos Hernández, Héctor Monerris, Ángela Revert.
- Millor sèrie de ficció: Arnau Cortés, Carlos Hernández, Héctor Monerris, Ángela Revert.